# Andriej Minienkow
Andriej Olegowicz Minienkow, ros. Андрей Олегович Миненков (ur. 6 grudnia 1954 w Moskwie) – rosyjski łyżwiarz figurowy, startujący w parach tanecznych z żoną Iriną Moisiejewą. Wicemistrz olimpijski z Innsbrucka (1976), brązowy medalista olimpijski z Lake Placid (1980), dwukrotny mistrz świata (1975, 1977), dwukrotny mistrz Europy (1977, 1978) oraz mistrz Związku Radzieckiego (1977).
W 1977 roku Minienkow ożenił się ze swoją partnerką sportową Iriną Moisiejewą. Kibice i media nadali im przydomki Mi i Mo. Małżeństwo zakończyło karierę sportową w 1983 roku, gdy Irina zaszła w ciążę. W tym samym roku na świat przyszła ich córka Jelena. W 1989 roku Minienkow ukończył studia na Moskiewskim Państwowym Instytucie Radiotechniki, Elektroniki i Automatyki, a w 1993 roku założył własną firmę Kholod.

## Osiągnięcia
Z Iriną Moisiejewą
| Zawody                     | 69–70          | 70–71          | 71–70          | 72–73          | 73–74          | 74–75          | 75–76          | 76–77          | 77–78          | 78–79          | 79–80          | 80–81          | 81–82          |                |                |                |                |
| Międzynarodowe             | Międzynarodowe | Międzynarodowe | Międzynarodowe | Międzynarodowe | Międzynarodowe | Międzynarodowe | Międzynarodowe | Międzynarodowe | Międzynarodowe | Międzynarodowe | Międzynarodowe | Międzynarodowe | Międzynarodowe | Międzynarodowe | Międzynarodowe | Międzynarodowe | Międzynarodowe |
| -------------------------- | -------------- | -------------- | -------------- | -------------- | -------------- | -------------- | -------------- | -------------- | -------------- | -------------- | -------------- | -------------- | -------------- | -------------- | -------------- | -------------- | -------------- |
| Igrzyska olimpijskie       |                |                |                |                |                |                | 2              |                |                |                | 3              |                |                |                |                |                |                |
| Mistrzostwa świata         |                |                |                | 7              | 4              | 1              | 2              | 1              | 2              | 3              | 3              | 2              | 3              |                |                |                |                |
| Mistrzostwa Europy         |                |                |                | 7              | 5              | 4              | 2              | 1              | 1              | 2              | 3              | 2              | 3              |                |                |                |                |
| NHK Trophy                 |                |                |                |                |                |                |                |                |                |                | 1              |                |                |                |                |                |                |
| Prize of Moscow News       |                | 6              |                | 2              | 2              | 2              |                | 1              |                | 1              |                |                | 2              |                |                |                |                |
| Skate Canada International |                |                |                |                | 3              | 1              |                |                |                |                |                |                |                |                |                |                |                |
| Krajowe                    |                |                |                |                |                |                |                |                |                |                |                |                |                |                |                |                |                |
| Mistrzostwa ZSRR           | 5              | 4              | 3              | 3              | 2              | 3              | 2              | 1              |                | 2              |                | 2              | 2              |                |                |                |                |

## Nagrody i odznaczenia
- Światowa Galeria Sławy Łyżwiarstwa Figurowego – 2018[5]